# Bahnhof Shin-Toyota
Der Bahnhof Shin-Toyota (jap. 新豊田駅, Shin-Toyota-eki) ist ein Bahnhof auf der japanischen Insel Honshū. Er wird von der Bahngesellschaft Aichi Kanjō Tetsudō (Aikan) betrieben und befindet sich in der Präfektur Aichi auf dem Gebiet der Stadt Toyota östlich von Nagoya.

## Verbindungen
Shin-Toyota ist ein Zwischenbahnhof an der Aichi-Ringlinie, die von Okazaki nach Kōzōji führt und von der Bahngesellschaft Aichi Kanjō Tetsudō betrieben wird. Es verkehren Lokalzüge mit Halt an allen Zwischenbahnhöfen in einem eher ungewöhnlichen 16-Minuten-Takt, was drei oder vier Züge je Stunde und Richtung ergibt. Während beider Hauptverkehrszeiten verdichten Zusatz-Pendelzüge den Takt zwischen Shin-Toyota und Mikawa-Toyota, wo sich das Hauptwerk der Toyota Motor Corporation befindet.
Etwa 250 Meter weit im Osten befindet sich der Bahnhof Toyotashi, der über eine Fußgängerpassage erreichbar ist. Dort kann zur Meitetsu Mikawa-Linie, zur Meitetsu Toyota-Linie und zu mehreren Buslinien umgestiegen werden.

## Anlage
Der Bahnhof steht an der Grenze zwischen den Stadtteilen Kozaka-honmachi im Westen und Wakamiyachō im Osten. Die nähere Umgebung ist ein belebtes Geschäfts- und Einkaufsviertel; hier sind unter anderem das Rathaus, die Einkaufszentren T-FACE und Meglia Center, das städtische Kulturzentrum Sangokan, der Büro- und Einkaufskomplex Como Square und das städtische Kunstmuseum zu finden. Die Anlage ist von Norden nach Süden ausgerichtet und umfasst zwei Gleise auf einem Viadukt, unter sich das zweigeschossige Empfangsgebäude angeordnet ist. Von dort aus erfolgt der Zugang zu den beiden überdachten Seitenbahnsteigen mittels Treppen, Rolltreppen und Aufzügen. An der Ostseite überspannt ein von Säulen gestütztes Dach einen Teil des Vorplatzes und die dort befindlichen Treppen. Daran schließen sich gedeckte Fußgängerbrücken an, die über angrenzende Straßen hinweg zu verschiedenen Gebäuden führen. Im Bereich des Bahnhofs ist die Strecke zweigleisig; das östliche Gleis endet einige hundert Meter weiter nördlich stumpf und wird zum Abstellen von Zügen verwendet.
Im Fiskaljahr 2019 nutzten durchschnittlich 15.694 Fahrgäste täglich den Bahnhof.

## Bilder

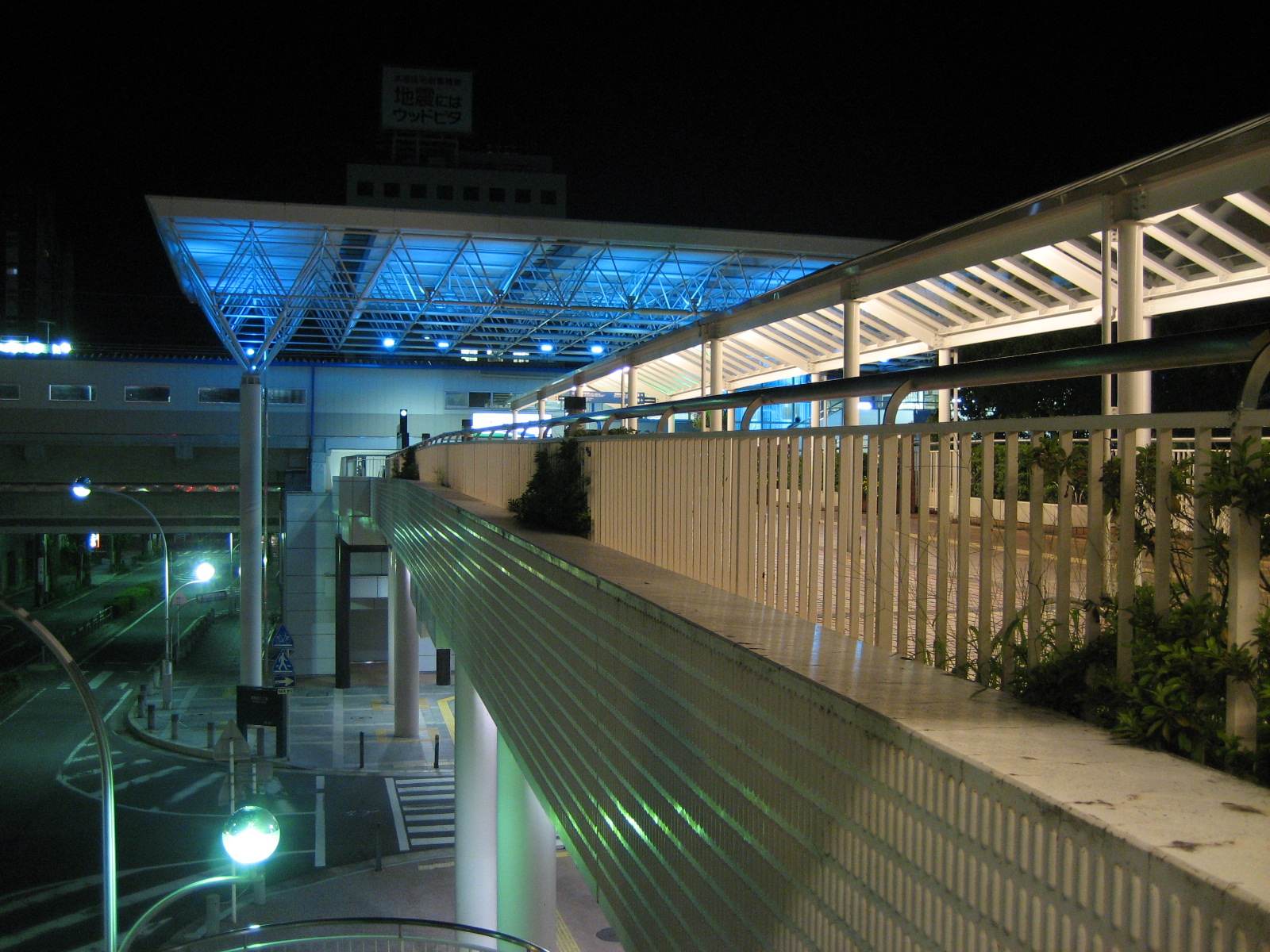
Nächtliche Ansicht
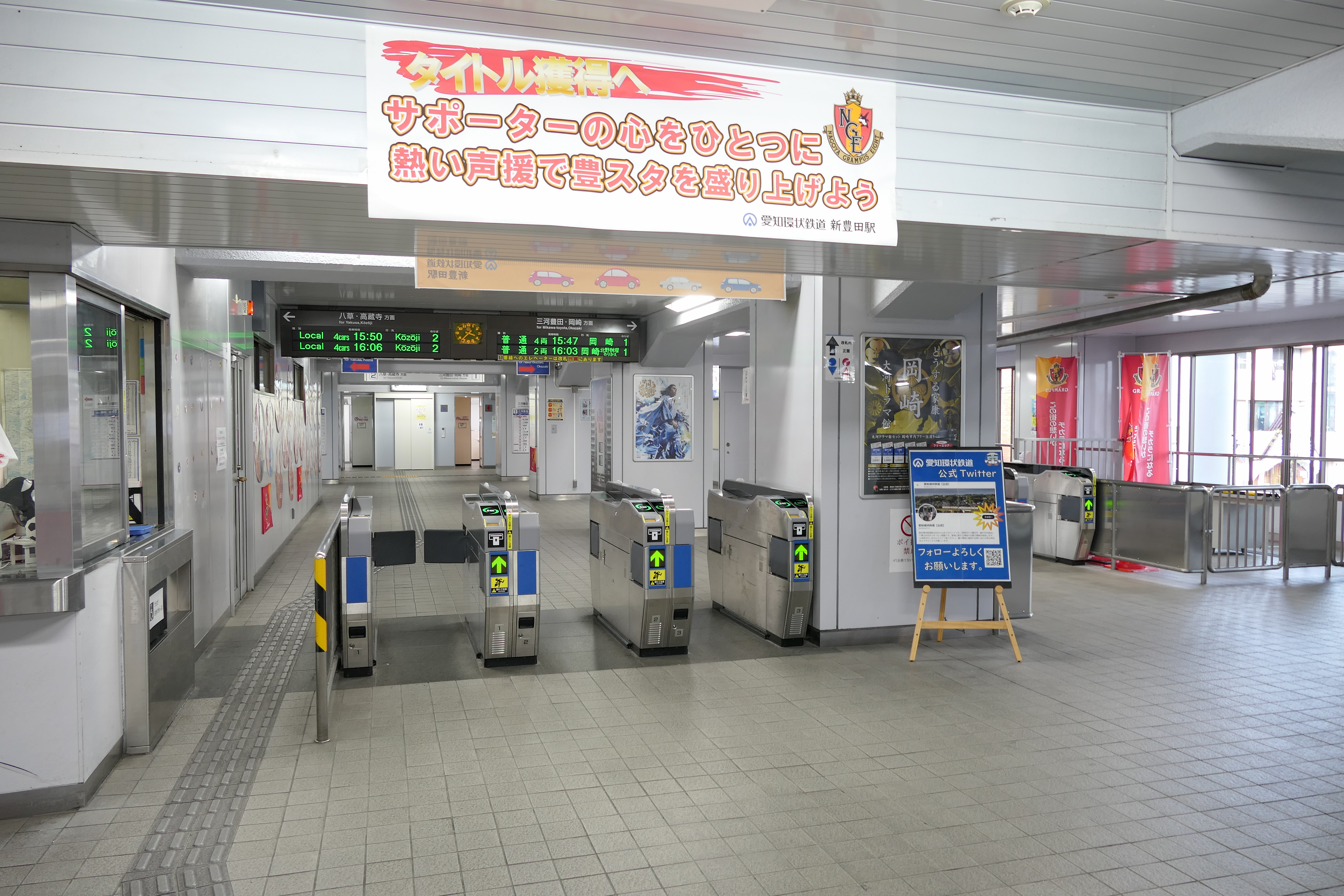
Bahnsteigsperren
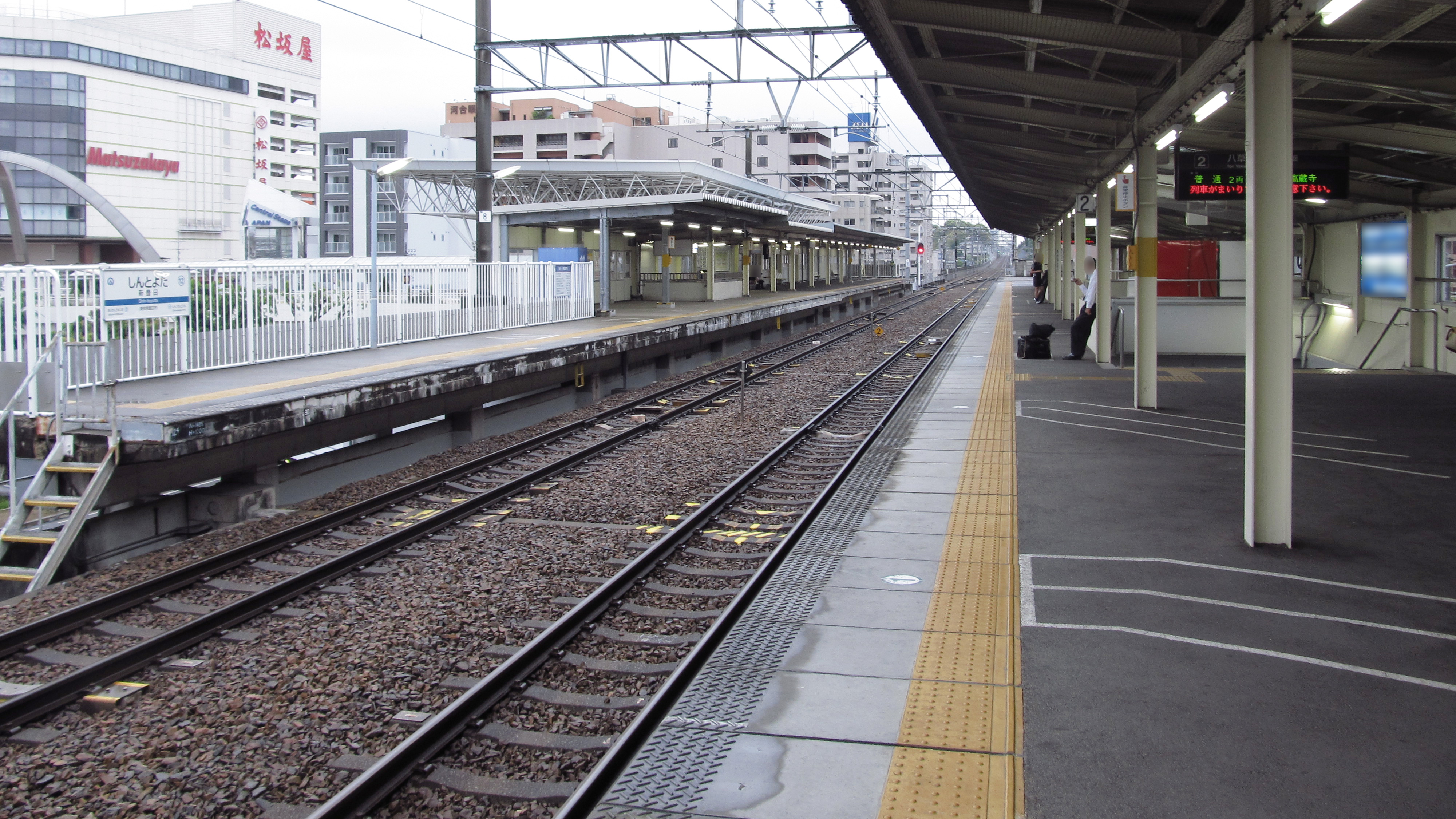
Bahnsteige
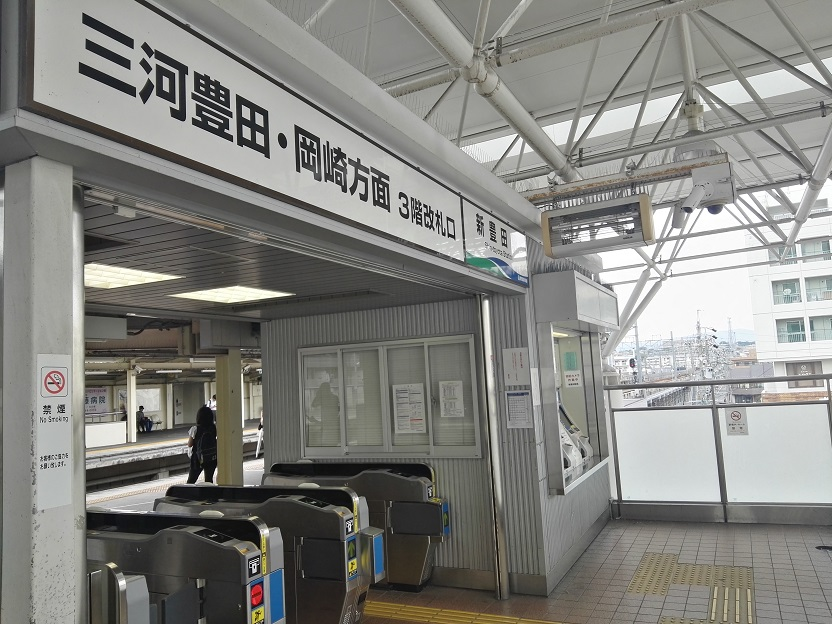
Automatischer Ticketschalter (3. Etage)

## Gleise
| 1 | ▉ Aichi-Ringlinie | Okazaki                   |
| 2 | ▉ Aichi-Ringlinie | Yakusa • Setoshi • Kōzōji |

## Linien
| Verlauf der Aichi-Ringlinie |
| --- |
| Okazaki • Mutsuna • Naka-Okazaki • Kita-Okazaki • Daimon • Kitano-Masuzuka • Mikawa-Kamigō • Ekaku • Suenohara • Mikawa-Toyota • Shin-Uwagoromo • Shin-Toyota • Aikan-Umetsubo • Shigō • Kaizu • Homi • Sasabara • Yakusa • Yamaguchi • Setoguchi • Setoshi • Nakamizuno • Kōzōji |

## Geschichte
Die Japanische Staatsbahn eröffnete den Bahnhof am 23. April 1976, nachdem sie die bisher nur für den Güterverkehr genutzte Okata-Linie von Kitano-Masuzuka bis hierhin verlängert hatte; am selben Tag gab sie die Strecke auch für den Personenverkehr frei. Shin-Toyota war fast zwölf Jahre lang die nördliche Endstation und umfasste ein einfaches Empfangsgebäude auf dem Vorplatz, von wo aus eine Treppe zu einem kurzen Seitenbahnsteig hinauf führte. Im Rahmen der Staatsbahnprivatisierung gelangte der Bahnhof am 1. April 1987 zunächst in den Besitz von JR Central. Am 31. Januar 1988 ging der Betrieb an die Aichi Kanjō Tetsudō über, die am selben Tag den Personenverkehr über neu errichtete Streckenabschnitte bis nach Kōzōji ausdehnte und die neue Bezeichnung Aichi-Ringlinie einführte. 1989 begann auch der grundlegende Neubau des Bahnhofs, um ihn den neuen Bedürfnissen anzupassen. Die Arbeiten umfassten die Verdoppelung der Länge des Bahnsteigs und die Errichtung des heutigen Empfangsgebäudes. Abgeschlossen war das Projekt am 5. Oktober 1991. Seit dem Einbau von Aufzügen im Januar 2005 ist der Bahnhof barrierefrei. Am 27. Januar 2008 erfolgte die Inbetriebnahme eines zweiten Streckengleises zwischen Shin-Toyota und Mikawa-Toyota.